# Municipio de Pleasant (condado de Butler)
El municipio de Pleasant (en inglés: Pleasant Township) es un municipio ubicado en el condado de Butler en el estado estadounidense de Kansas. En el año 2010 tenía una población de 5122 habitantes y una densidad poblacional de 54,84 personas por km².

## Geografía
El municipio de Pleasant se encuentra ubicado en las coordenadas 37°36′2″N 97°5′26″O / 37.60056, -97.09056. Según la Oficina del Censo de los Estados Unidos, el municipio tiene una superficie total de 93.4 km², de la cual 93,35 km² corresponden a tierra firme y (0,05 %) 0,05 km² es agua.

## Demografía
Según el censo de 2010, había 5122 personas residiendo en el municipio de Pleasant. La densidad de población era de 54,84 hab./km². De los 5122 habitantes, el municipio de Pleasant estaba compuesto por el 95,06 % blancos, el 0,51 % eran afroamericanos, el 0,49 % eran amerindios, el 0,86 % eran asiáticos, el 0,94 % eran de otras razas y el 2,15 % eran de una mezcla de razas. Del total de la población el 3,3 % eran hispanos o latinos de cualquier raza.